# Леонтьевская (Котласский район)
Леонтьевская — деревня в Котласском районе Архангельской области.

## География
Находится в юго-восточной части Архангельской области на расстоянии приблизительно 16 км на восток-северо-восток по прямой от административного центра округа города Котлас в пойме Вычегды.

## История
В 1859 году здесь (деревня Сольвычегодского уезда Вологодской губернии) было учтено 8 дворов. До 2022 года входила в Черёмушское сельское поселение до его упразднения.

## Население
Численность населения: 80 человек (1859 год), 0 как в 2002 году, так и в 2010.